# Orania serotina
Orania serotina là một loài ốc biển, là động vật thân mềm chân bụng sống ở biển thuộc họ Muricidae, họ ốc gai.

## Phân bố
Loài này phân bố ở Ấn Độ Dương dọc theo Aldabra Atoll